# Ожиньяк
Ожинья́к (фр. Augignac) — коммуна во Франции, находится в регионе Аквитания. Департамент — Дордонь. Входит в состав кантона Ле-Перигор-вер-нонтронне. Округ коммуны — Нонтрон.
Код INSEE коммуны — 24016.

## География

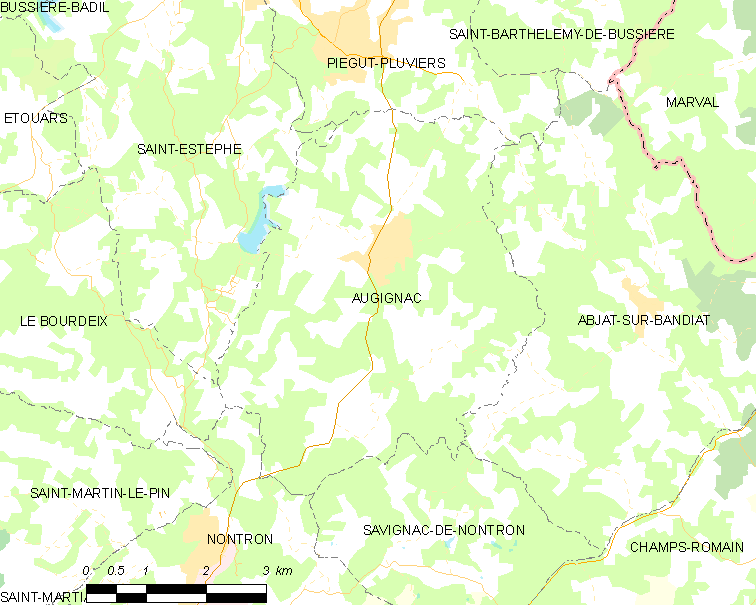
Карта коммуны

Коммуна расположена приблизительно в 390 км к югу от Парижа, в 135 км северо-восточнее Бордо, в 50 км к северу от Перигё.

### Климат
Климат умеренный океанический со средним уровнем осадков, которые выпадают преимущественно зимой. Лето здесь долгое и тёплое, однако также довольно влажное, здесь не бывает регулярных периодов летней засухи. Средняя температура января — 5 °C, июля — 18 °C. Изредка вследствие стечения неблагоприятных погодных условий может наблюдаться непродолжительная засуха или случаются поздние заморозки. Климат меняется очень часто, как в течение сезона, так и год от года.

## Население
Население коммуны на 2010 год составляло 836 человек.
| 1962 | 1968 | 1975 | 1982 | 1990 | 1999 | 2010 |
| ---- | ---- | ---- | ---- | ---- | ---- | ---- |
| 954  | 876  | 791  | 818  | 838  | 791  | 836  |

## Администрация
| Период | Период | Фамилия      | Партия | Примечания |
| ------ | ------ | ------------ | ------ | ---------- |
| 2001   | 2006   | Жан Демулен  |        |            |
| 2007   | 2008   | Рене Кувида  |        |            |
| 2008   | 2012   | Жиль Брюдьё  |        |            |
| 2012   | 2014   | Жан-Жерар Аб |        |            |
| 2014   | 2020   | Пьер Пераза  |        |            |

## Экономика
В 2010 году среди 513 человек трудоспособного возраста (15-64 лет) 359 были экономически активными, 154 — неактивными (показатель активности — 70,0 %, в 1999 году было 75,6 %). Из 359 активных жителей работали 334 человека (170 мужчин и 164 женщины), безработных было 25 (15 мужчин и 10 женщин). Среди 154 неактивных 18 человек были учениками или студентами, 92 — пенсионерами, 44 были неактивными по другим причинам.

## Достопримечательности
- Церковь Св. Марциала (XII век)
- Замок Легюра (XIII век)

## Фотогалерея

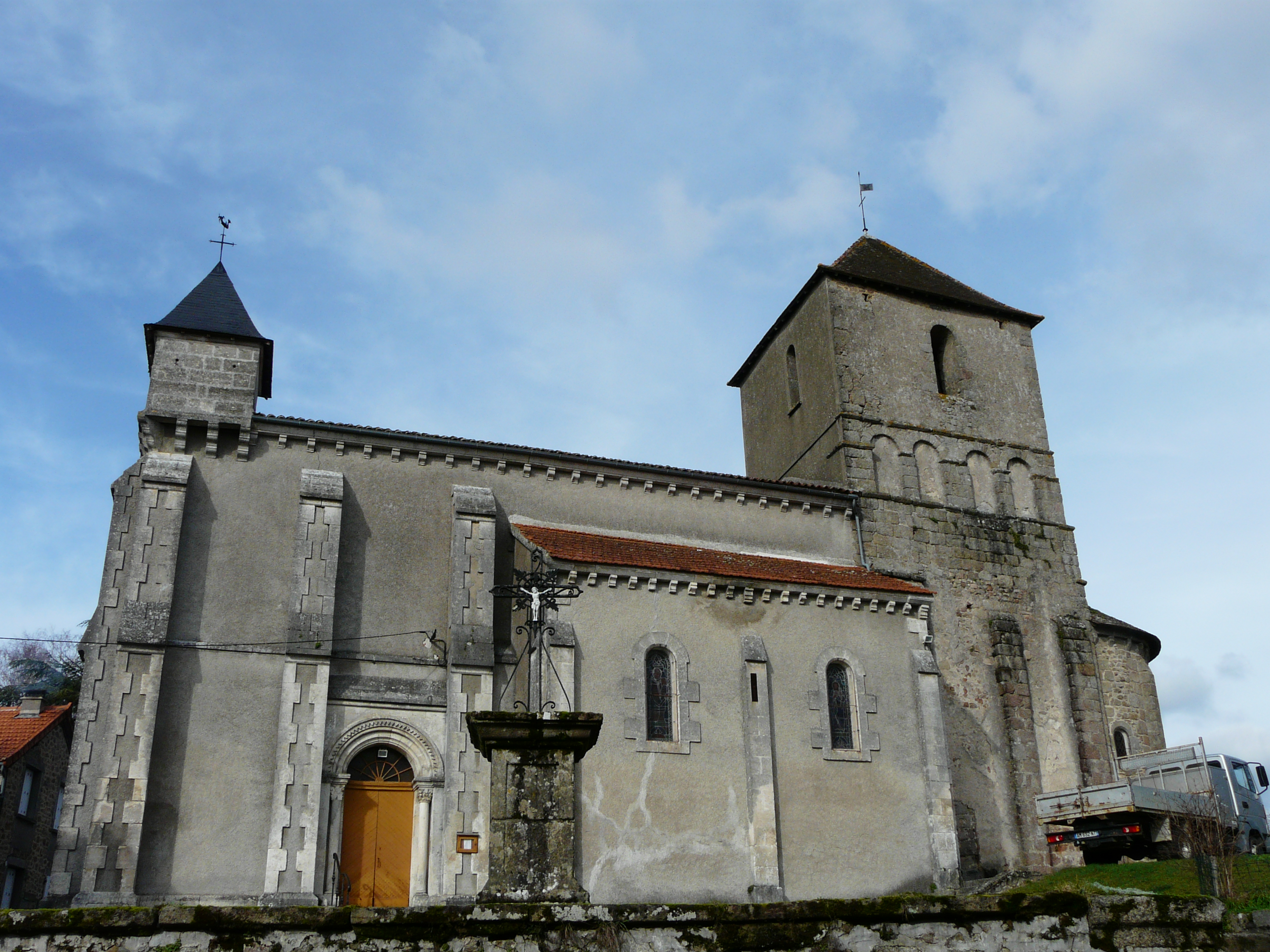
Церковь Св. Марциала
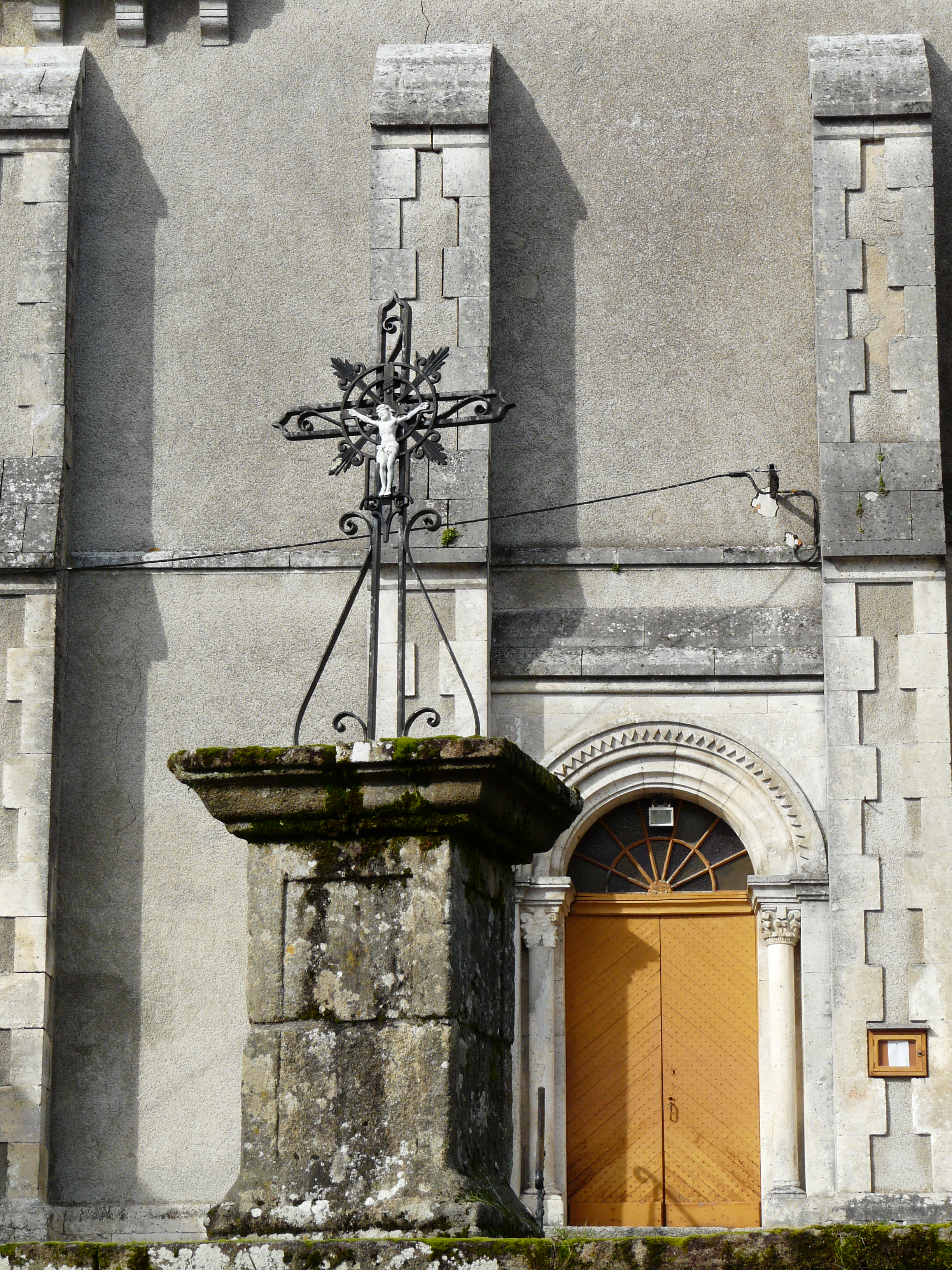
Крест у входа в церковь
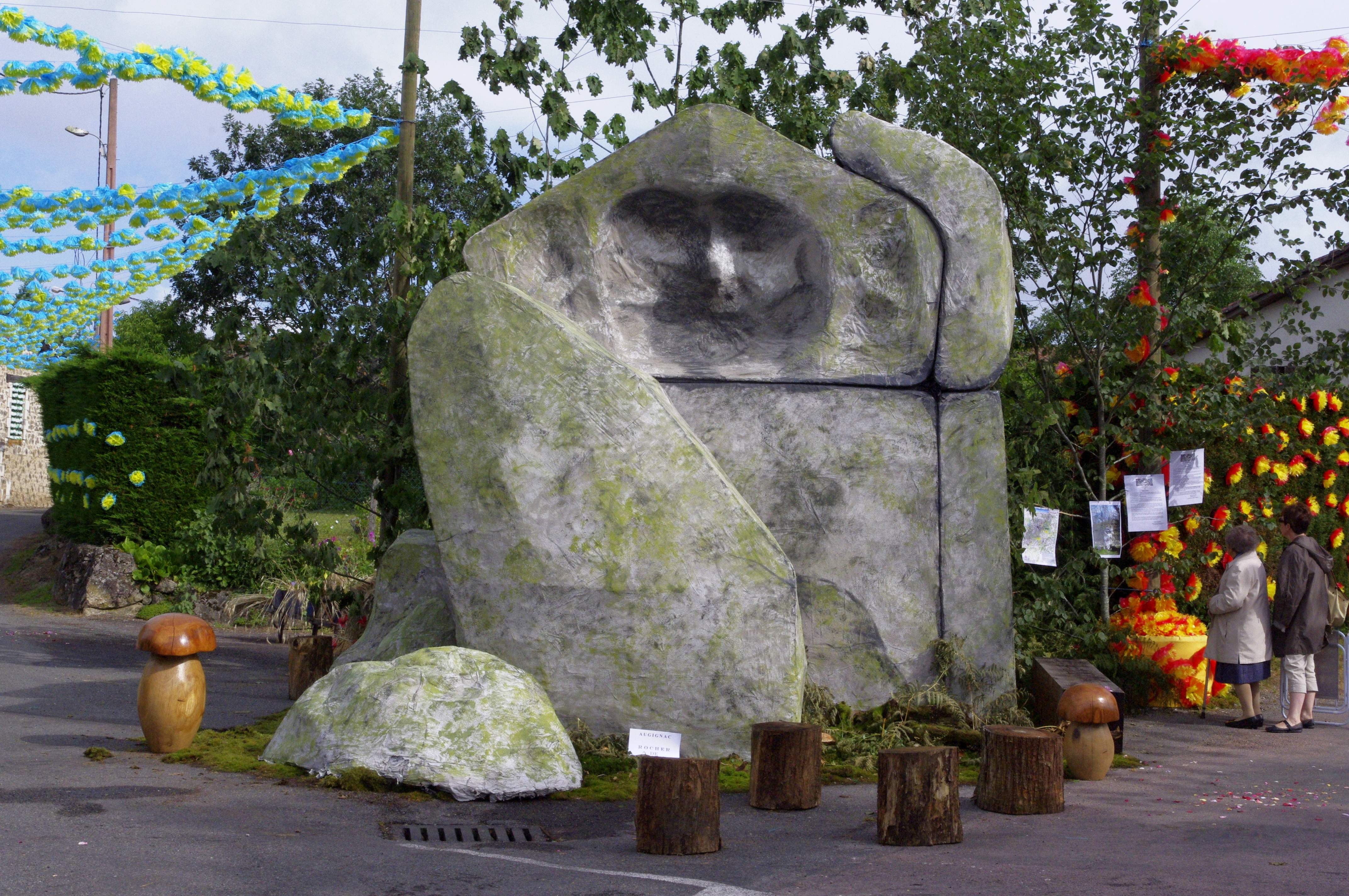
Памятник
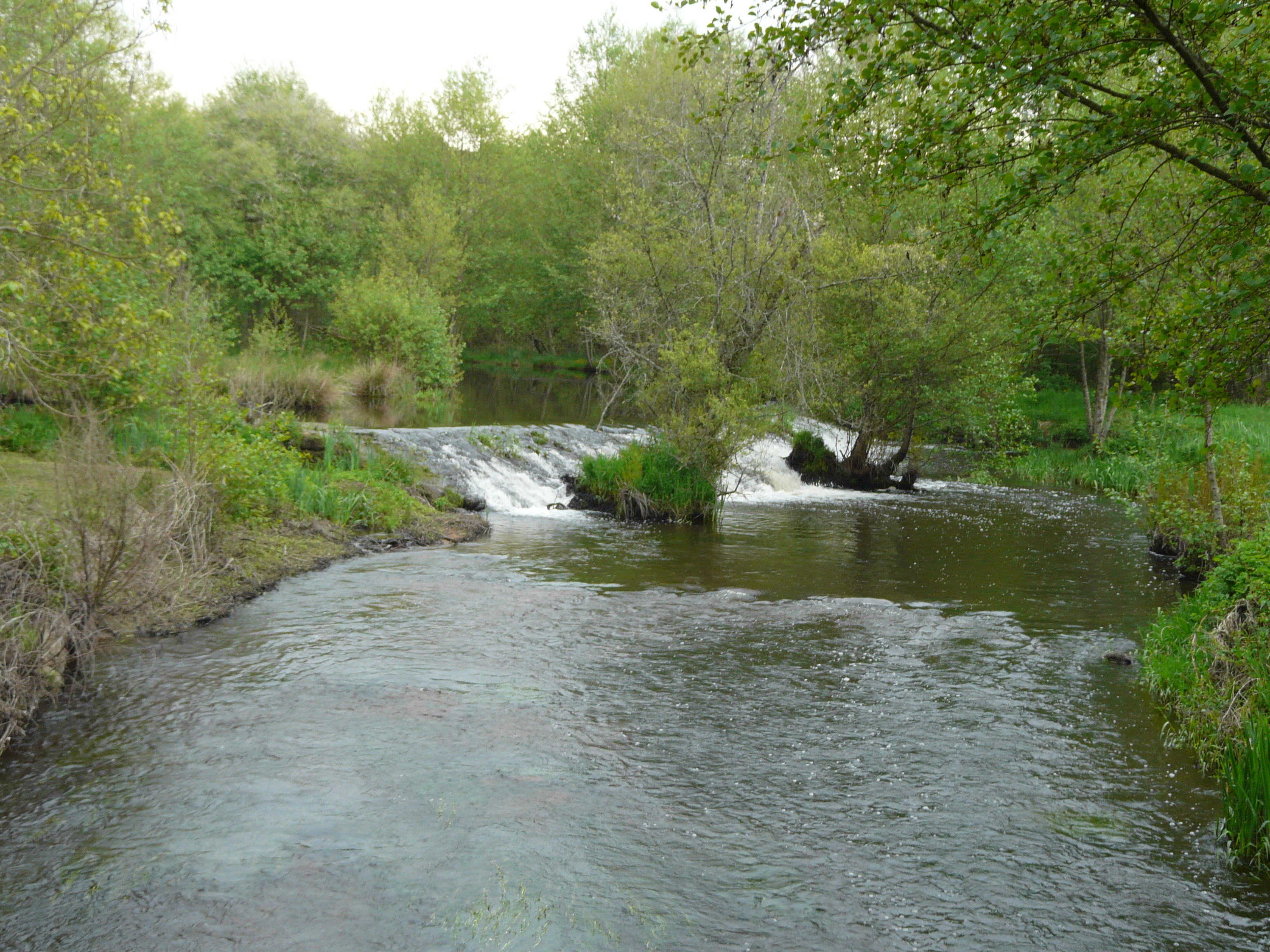
Река Бандья
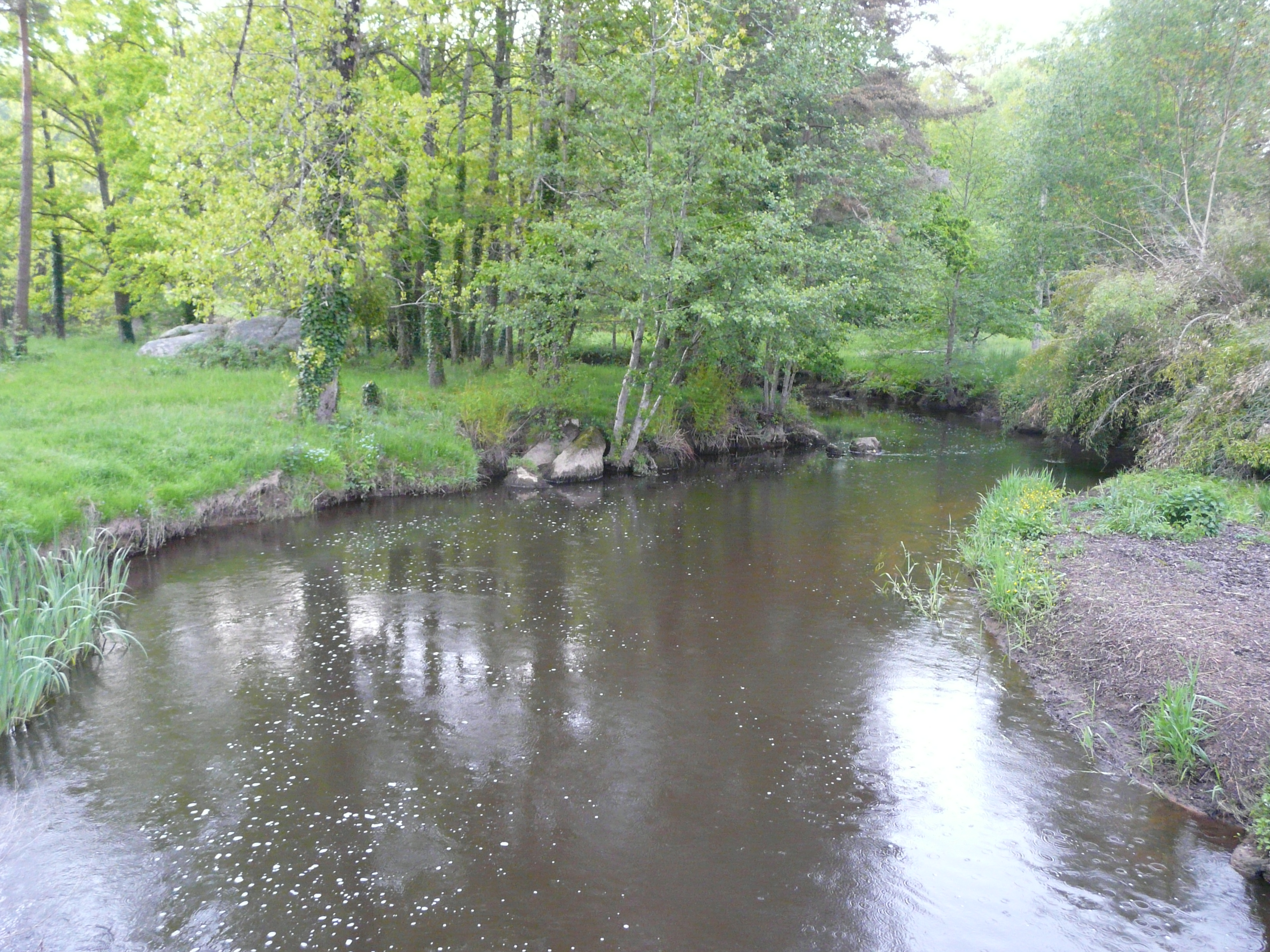
Река Бандья